# Granatina
Granatina är ett fågelsläkte i familjen astrilder inom ordningen tättingar. Ibland inkluderas det i Uraeginthus. Släktet består av endast två arter som förekommer i Afrika söder om Sahara:
- Fuchsiaastrild (G. granatina)
- Violastrild (G. ianthogaster)